# Cantone di Nexon
Il Cantone di Nexon era una divisione amministrativa dell'arrondissement di Limoges.
A seguito della riforma approvata con decreto del 20 febbraio 2014, che ha avuto attuazione dopo le elezioni dipartimentali del 2015, è stato soppresso.

## Composizione
Comprendeva i comuni di:
- Janailhac
- Meilhac
- La Meyze
- Nexon
- Rilhac-Lastours
- La Roche-l'Abeille
- Saint-Hilaire-les-Places
- Saint-Maurice-les-Brousses
- Saint-Priest-Ligoure